# Memphis Open 2015
Memphis Open 2015 byl tenisový turnaj mužů na profesionálním okruhu ATP World Tour, hraný v oddílu Racquet Club of Memphis na krytých dvorcích s tvrdým povrchem. Konal se mezi 9. až 15. únorem 2015 v americkém Memphisu jako jubilejní 40. ročník turnaje.
Do roku 2014 nesla událost pojmenování U.S. National Indoor Tennis Championships.
Turnaj se řadil do kategorie ATP World Tour 250 a dotace činila 585 870 amerických dolarů. Nejvýše nasazeným hráčem ve dvouhře se stal pátý tenista světa Kei Nišikori z Japonska, který nastoupil v roli dvojnásobného obhájce titulu. Po výhře získal hattrick – tři trofeje v řadě. Deblovou soutěž ovládla dvojice Mariusz Fyrstenberg a Santiago González.

## Rozdělení bodů a finančních odměn

### Rozdělení bodů
| Soutěž       | vítězové | finalisté | semifinalisté | čtvrtfinalisté | 16 v kole | 32 v kole | Q  | Q3 | Q2 | Q1 |
| ------------ | -------- | --------- | ------------- | -------------- | --------- | --------- | -- | -- | -- | -- |
| dvouhra mužů | 250      | 150       | 90            | 45             | 20        | 0         | 12 | 6  | 0  | 0  |
| čtyřhra mužů | 250      | 150       | 90            | 45             | 0         |           |    |    |    |    |

### Finanční odměny
| Soutěž                              | vítězové | finalisté | semifinalisté | čtvrtfinalisté | 16 v kole | 32 v kole |
| ----------------------------------- | -------- | --------- | ------------- | -------------- | --------- | --------- |
| dvouhra                             | $106 565 | $56 125   | $30 400       | $17 320        | $10 205   | $6 050    |
| čtyřhra                             | $32 370  | $17 020   | $9 220        | $5 280         | $3 090    |           |
| částka ve čtyřhře je uvedena na pár |          |           |               |                |           |           |

## Dvouhra mužů

### Nasazení
| Stát                         | Hráč                | ATP | Nasazení |
| ---------------------------- | ------------------- | --- | -------- |
| Japonsko                     | Kei Nišikori        | 5.  | 1.       |
| Jižní Afrika                 | Kevin Anderson      | 15. | 2.       |
| USA                          | John Isner          | 18. | 3.       |
| Ukrajina                     | Alexandr Dolgopolov | 24. | 4.       |
| Chorvatsko                   | Ivo Karlović        | 25. | 5.       |
| USA                          | Steve Johnson       | 37. | 6.       |
| Německo                      | Benjamin Becker     | 39. | 7.       |
| Francie                      | Adrian Mannarino    | 41. | 8.       |
| Žebříček ATP k 2. únoru 2015 |                     |     |          |

### Jiné formy účasti
Následující hráčí obdrželi divokou kartu do hlavní soutěže:
- Kevin Anderson
- Jared Donaldson
- Stefan Kozlov

Následující hráči postoupili z kvalifikace:
- Ryan Harrison
- Thanasi Kokkinakis
- Austin Krajicek
- Denis Kudla
  -  Filip Krajinović – jako šťastný poražený

### Odhlášení
před zahájením turnaje
- Peter Gojowczyk → nahradil jej Dustin Brown
- Dudi Sela → nahradil jej Filip Krajinović
- Jack Sock → nahradil jej Lukáš Lacko

## Mužská čtyřhra

### Nasazení
| Stát                                                                                  | Hráč                | Stát      | Hráč              | ATP | Nasazení |
| ------------------------------------------------------------------------------------- | ------------------- | --------- | ----------------- | --- | -------- |
| Chorvatsko                                                                            | Ivan Dodig          | Bělorusko | Max Mirnyj        | 57. | 1.       |
| Austrálie                                                                             | Samuel Groth        | Austrálie | Chris Guccione    | 62. | 2.       |
| USA                                                                                   | Eric Butorac        | USA       | Rajeev Ram        | 86. | 3.       |
| Polsko                                                                                | Mariusz Fyrstenberg | Mexiko    | Santiago González | 91. | 4.       |
| Žebříček ATP k 2. únoru 2015; číslo je součtem žebříčkového postavení obou členů páru |                     |           |                   |     |          |

### Jiné formy účasti
Následující páry obdržely divokou kartu do hlavní soutěže:
- Stefan Kozlov /  Denis Kudla
- Michael Mmoh /  Francis Tiafoe

### Odhlášení
před zahájením turnaje
- Teimuraz Gabašvili (poranění ramena)

## Přehled finále

### Mužská dvouhra
- Kei Nišikori vs.  Kevin Anderson, 6–4, 6–4

### Mužská čtyřhra
- Mariusz Fyrstenberg /  Santiago González vs.  Artem Sitak /  Donald Young, 5–7, 7–6(7–1), [10–8]